# Bosmere
Bosmere is een meer in het Engelse graafschap Suffolk, tussen de plaats Needham Market en de A14. Het is ongeveer 12 ha groot. De naam, vroeger ook wel gespeld als Bosemere of Bosemera, heeft Angelsaksische wortels en betekende "Bosa's meer".
Bosmere komt in het Domesday Book (1086) voor als 'Besemera'. Indertijd was het meer samen met het landgoed Claydon naamgever van het gebiedsdeel Bosmere-and-Claydon hundred. De "hundred" was een deel van een graafschap, verwant aan de Scandinavische herred, met voldoende opbrengsten om honderd gewapende mannen of honderd gezinnen te onderhouden.
Het meer wordt thans onder andere gebruikt door sportvissers. Het meer en het land eromheen behoren tot het landgoed en -huis "Bosmere Hall".